# Saiko Takahashi
Saiko Takahashi (高橋 彩子, Takahashi Saiko), née le 11 avril 1976, est une joueuse internationale de football japonaise.

## Biographie
Le 29 mars 2005, elle fait ses débuts dans l'équipe nationale japonaise contre l'Australie. Elle compte 2 sélections en équipe nationale du Japon.

## Statistiques
Le tableau ci-dessous présente les statistiques de Saiko Takahashi en équipe nationale
| Équipe du Japon | Équipe du Japon | Équipe du Japon |
| Année           | Matchs          | Buts            |
| --------------- | --------------- | --------------- |
| 2005            | 2               | 0               |
| Total           | 2               | 0               |